# 艾哈爾
艾哈尔（羅馬化：Aykhal）是俄罗斯萨哈共和国的市级镇，属米尔内区，在区行政中心米尔内北偏西方、共和国首府雅库茨克西北方。
该地2021年人口有13,725人；2010年人口13,727；2002年人口15,782；1989年人口11,552。